# 里見直
里見 直（さとみ ただし、1970年5月18日 - ）は日本の脚本家、ゲームシナリオライター。

## 概要
アトラスで『ペルソナ』シリーズの1作目（異聞録）と2作目のシナリオ・キャラクター設定・世界観設定を担当していた。『DIGITAL DEVIL SAGA アバタール・チューナー』シリーズでもシナリオを担当。アトラス退社後は『ブレイブストーリー 新たなる旅人』や『Caligula -カリギュラ-』といったゲームのシナリオを担当している。インタビューによれば、ほかにも別名義で乙女ゲームやブラウザゲームのシナリオ、ゲームのノベライズ、ボカロ小説も手掛けているという。

## シナリオ担当
- 1996年 女神異聞録ペルソナ（アトラス）
- 1999年 ペルソナ2 罪（アトラス）
- 2000年 ペルソナ2 罰（アトラス）
- 2004年 DIGITAL DEVIL SAGA アバタール・チューナー（シナリオ原案：五代ゆう）（アトラス）
- 2005年 DIGITAL DEVIL SAGA アバタール・チューナー2（シナリオ原案：五代ゆう）（アトラス）
- 2006年 ブレイブ ストーリー 新たなる旅人（開発：ゲームリパブリック、発売：ソニー・コンピュータエンタテインメント）
- 2007年 FolksSoul -失われた伝承-（開発：ゲームリパブリック、発売：ソニー・コンピュータエンタテインメント）※ゲームデザインスーパーバイザーを担当
- 2010年 CLASH OF THE TITANS:タイタンの戦い（開発：ゲームリパブリック、発売：バンダイナムコゲームス）
- 2011年 Knights Contract（開発：ゲームリパブリック、発売：バンダイナムコゲームス）
- 2011年 PSP版PERSONA2 罪 ダウンロードクエスト「暗影I」「暗影II」「暗影III」（アトラス）
- 2011年 忍道2 散華（開発：アクワイア、発売：スパイク）
- 2012年 PSP版PERSONA2 罰 追加シナリオ（アトラス）
- 2016年 Caligula -カリギュラ-（フリュー）
- 2018年 Caligula Overdose -カリギュラ オーバードーズ-（フリュー）
- 2019年 錬神のアストラル（エヌ・シー・ジャパン）[1]
- 2021年 D_CIDE TRAUMEREI（サムザップ、ドリコム、ブシロード）
- 2022年 百英雄伝 ライジング（505 Games、Rabbit&Bear Studios）

他。

## 備考
- 『アバタール・チューナー』の登場人物サーフとヒートを主人公とした短編小説『That's catch 22』を執筆し、メディアワークスの攻略本[3]に前編・後編が収録された。
- 『女神異聞録ペルソナ』、『ペルソナ2 罪・罰』には自身をモチーフにしたキャラ「ただしくん」が登場し、更にマツモトキヨシのパロディである「サトミタダシ」なる薬局がある。
- 内田有紀のファンで内田有紀をモデルにしたキャラ「たまきちゃん」と、自身をモデルにしたキャラが両思いであるという設定をゲーム上で行い、ファンからクレームがきたと『ペルソナ』のファンブックで語る。